# Тасование
Тасование — перемешивание игральных карт, обычно с целью получить максимально непредсказуемое распределение карт в колоде. Чаще всего под максимальной непредсказуемостью подразумевается не только случайность последовательности карт, но и непрозрачность результата для тасующего и наблюдателей до тех пор, пока карты лежат рубашками вверх. Также этот термин часто применяется в иносказательном смысле (например, тасовать игроков — постоянно менять состав команды).

## Приёмытасования
Существуют различные способы тасования:
- riffle shuffle (каскадное тасование);
- hindu shuffle.

Один из них напоминает быстрое пролистывание страниц книги (именно такой вид тасования зачастую и употребляется при применении этого термина в иных контекстах).
Для тасовки карт в казино применяются шаффл-машины.

### Мексиканская спиральная тасовка
Разновидность тасовки колоды игральных карт, получившая распространение в 60-90 годах XIX века в областях Мексики, граничащих с Соединенными Штатами Америки. Производится следующим образом: верхняя карта колоды карт кладется на стол; новая верхняя (бывшая вторая) карта убирается под низ колоды; следующая новая верхняя на стол; следующая новая верхняя опять под низ колоды и т. д. Цикл повторяется до тех пор, пока все карты не окажутся на столе.
Обычно производится после более традиционных тасовок, например riffle shufle или hindu shuffle.
Мексиканская спиральная тасовка не получила широкого распространения из-за того, что занимает длительное время. Из достоинств следует отметить то, что она позволяет полностью визуально контролировать карты, находящиеся на столе, что исключает возможность подмены карт или нейтрализации снятия.

## Иные применения
Данный приём также используется и в интерфейсах программ (см. напр. Time Machine).